# Ilex longzhouensis
Ilex longzhouensis är en järneksväxtart som beskrevs av Chang Jiang Tseng. Ilex longzhouensis ingår i släktet järnekar, och familjen järneksväxter. Inga underarter finns listade i Catalogue of Life.